# 弗林特希爾 (密蘇里州)
弗林特希爾（英語：Flint Hill）是位於美國密蘇里州聖查爾斯縣的城市。

## 人口
根據2020年美國人口普查的數據，弗林特希爾的面積為7.28平方千米，皆為陸地。當地共有人口981人，而人口密度為每平方千米135人。